# Amoria rinkensi
Amoria rinkensi is een slakkensoort uit de familie van de Volutidae. De wetenschappelijke naam van de soort is voor het eerst geldig gepubliceerd in 1986 door Poppe.